# 濱田龍介
濱田 龍介（はまだ りゅうすけ、1980年12月15日）は福岡県北九州市出身のフリータレント、ラジオパーソナリティ、会社役員、ボランティア団体代表。新九協同株式会社代表取締役CEO、瑠璃ズキッチン代表者、濱田塾 塾長。血液型A型。

## プロフィール
2008年フリーボランティアを提唱。同年、社団法人北九州青年会議所に所属。2009年地元ラジオ局でパーソナリティーを務めるようになる。ラジオネームはハマちゃんと名乗る。同年9月自身が代表を務めるボランティア団体TRUNKを設立。公益財団法北九州活性化協議会もったいない総研主催、社団法人北九州青年会議所製作DVD『青空がほしい』でノンフィクション作家 林えいだいと共演。2010年社団法人北九州青年会議所で副委員長を受ける。同年4月、走れくまごろう号の本村義男と対談。同年6月に北九州市の公害克服イベントで開催された「ひまわりフェスティバル」では「ECOでハットトリック」を考案。北九州市スポーツ大使でもある本田泰人も参加。同年7月お祭りの告知で地元テレビ局に出演。同月公益財団法人北九州活性化協議会もったいない総研に所属。同年12月公益財団法人北九州活性化協議会もったいない総研の「クリスマスキャンドルナイト」イベントで門司港で司会を担う。